# Кушнарёв, Виталий Васильевич
Виталий Васильевич Кушнарёв (род. 1 мая 1975; хутор Михайлов, Тацинский район, Ростовская область) — заместитель губернатора Ростовской области (с 2024 года), министр транспорта Ростовской области (2014—2016, 2024), депутат Государственной думы VIII созыва от партии «Единая Россия» (2021—2024), глава администрации города Ростов-на-Дону (2016—2019).
Из-за вторжения России на Украину находится под международными санкциями Евросоюза, США, Великобритании и ряда других стран.

## Биография
Родился 1 мая 1975 году в хуторе Михайлов Тацинского района Ростовской области. В 1997 году окончил Новочеркасский государственный технический университет (Южно-Российский государственный политехнический университет) по специальности «Подземная разработка месторождений полезных ископаемых» с присвоением квалификации «горный инженер». В 1998 году там же получил специальность «Экономика и управление на предприятиях горной промышленности и геологоразведки» с присвоением квалификации «экономист-менеджер». В 2013 году окончил Южный федеральный университет, получил квалификацию юриста.
С 1998 занимал должности в комитете по управлению имуществом города Белая Калитва и Белокалитвинского района. С 2003 года — начальник отдела реструктуризации угольной отрасли администрации города Белая Калитва и Белокалитвинского района. С 2004 года — начальник отдела реструктуризации угольной отрасли, затем начальника отдела промышленности и строительства в администрации Белокалитвинского района. В 2010 году стал помощником губернатора Ростовской области, в 2011 — заместителем, а потом и первым заместителем руководителя аппарата губернатора.
С 2014 года — министр транспорта Ростовской области. С 7 ноября 2016 года по 23 апреля 2019 года занимал должность главы администрации города Ростов-на-Дону. 23 апреля 2019 года досрочно сложил полномочия.
19 сентября 2021 года избран в Госдуму восьмого созыва по 152 одномандатному округу (Ростовская область), набрав 70682 голосов (37,08 %). 27 мая 2024 года сложил полномочия депутата Госдумы в связи с уходом на пост заместителя губернатора и министра транспорта Ростовской области.
С 11 июня 2024 года — заместитель Губернатора Ростовской области – министр транспорта.
25 ноября 2024 года был задержан по подозрению в получении взятки в размере 30 млн. руб..
9 декабря 2024 года уволен с поста министра временно исполняющим обязанности губернатора Ростовской области Юрием Слюсарем.